# SN 2002df
SN 2002df – supernowa typu Ia odkryta 2 czerwca 2002 roku w galaktyce M-01-53-06. W momencie odkrycia miała maksymalną jasność 17,40m.